# ديجيليس (كيبك)
ديجيليس (بالإنجليزية: Dégelis)‏ هي بلدية محلية في كيبيك تقع في كندا في Témiscouata Regional County Municipality.[بحاجة لمصدر]  يقدر عدد سكانها بـ 3,051 نسمة ومساحتها 568.00 كم2 .